# عديوة (يافع)

تعديل مصدري - تعديل

عديـوة هي إحدى قرى عزلة لبعوس بمديرية يافع التابعة لمحافظة لحج، بلغ تعداد سكانها 274 نسمة حسب تعداد اليمن لعام 2004.